# Bataille de Savage's Station
Guerre de Sécession
Batailles
Campagne de la Péninsule
- Hampton Roads
- Yorktown
- Williamsburg
- Eltham's Landing
- Drewry's Bluff
- Hanover Court House
- Seven Pines
- Sept Jours
  - Oak Grove
  - Beaver Dam Creek
  - Gaines's Mill
  - Garnett's & Golding's Farm
  - Savage's Station
  - White Oak Swamp
  - Glendale
  - Malvern Hill

- Oak Grove
- Beaver Dam Creek
- Gaines's Mill
- Garnett's & Golding's Farm
- Savage's Station
- White Oak Swamp
- Glendale
- Malvern Hill

La bataille de Savage's Station s'est déroulée le 29 juin 1862, dans le comté de Henrico, Virginie, en tant que quatrième bataille des batailles des sept jours (campagne de la Péninsule) de la guerre de Sécession. Le corps principal de l'armée du Potomac commence une retraite générale vers le fleuve James. Le brigadier général confédéré John B. Magruder poursuit le long de la voie ferrée et de la route de Willamsburg et frappe le II corps du major général Edwin Vose Sumner (l'arrière garde de l'Union) avec trois brigades près de Savage's Station, pendant que les divisions du major général Thomas J. « Stonewall » Jackson sont retardées au nord de la rivière Chickahominy. Les forces de l'Union continue à se retirer au travers de White Oak Swamp, abandonnant le ravitaillement et plus de 2 500 soldats dans un hôpital de campagne.

## Contexte
La bataille des sept jours commence par une attaque de l'Union lors de la bataille mineure d'Oak Grove le 25 juin 1862, mais le major général de l'Union George B. McClellan et son armée du Potomac perd rapidement l'initiative alors que le général confédéré Robert E. Lee et son armée de Virginie du Nord commence une série d'attaques à Beaver Dam Creek le 26 juin 1862, Gaines' Mill le 27 juin 1862, et des actions mineures à Garnett's and Golding's Farm les 27 et 28 juin 1862. L'armée du Potomac continue sa retraite vers la rivière James.
L'essentiel de l'armée de McClellan se concentre autour de Savage's Station sur la voie ferrée Richmond and York River, se préparant à une traversée et un contournement difficiles de White Oak Swamp. Cela s'effectue sans commandement centralisé parce que McClellan est parti au sud de Malvern Hill après Gaines' Mill sans laisser des directives pour les mouvements des corps et sans nommer un commandant en second. Des nuages de fumée noire remplissent l'air alors que les troupes de l'Union ont reçu l'ordre de brûler tout ce qu'elles ne peuvent emporter. Le moral de l'Union s'effondre, particulièrement parmi les blessés qui réalisent qu'ils ne seront pas évacués de Savage's Station avec le reste de l'armée.
Lee échafaude un plan complexe pour poursuivre et détruire l'armée de McClellan. Pendant que les divisions des majors généraux James Longstreet et A.P. Hill font une boucle en arrière vers Richmond et vers le sud est de la croisée des routes à Glendale, et la division du major général Theophilus H. Holmes se dirige plus au sud vers les alentours de Malvern Hill, la division du brigadier général John B. Magruder reçoit l'ordre de se déplacer vers l'est le long de la route de Williamsburg et la voie ferrée de la York River pour attaquer l'arrière garde fédérale. Stonewall Jackson, commandant sa propre division, ainsi que celles du major général D.H. Hill et du brigadier général William H. C. Whiting, doit reconstruire un pont au-dessus de la Chickahominy et se diriger vers le sud à Savage's Station, où il devrait se joindre à Magruder et porter un coup qui pourrait obliger l'armée de l'Union à se retourner et combattre lors de sa retraite.
L'arrière garde de McClellan à Savage's Station comprend le II corps, commandé par le brigadier général Edwin V. Sumner (deux divisions), le III corps, sous les ordres du brigadier général Samuel P. Heintzelman (deux divisions), et le VI corps du brigadier général William B. Franklin (une division). McClellan considère son commandant de corps le plus ancien, Sumner, comme incompétent, et ne nomme personne pour commander l'arrière garde.

## Bataille

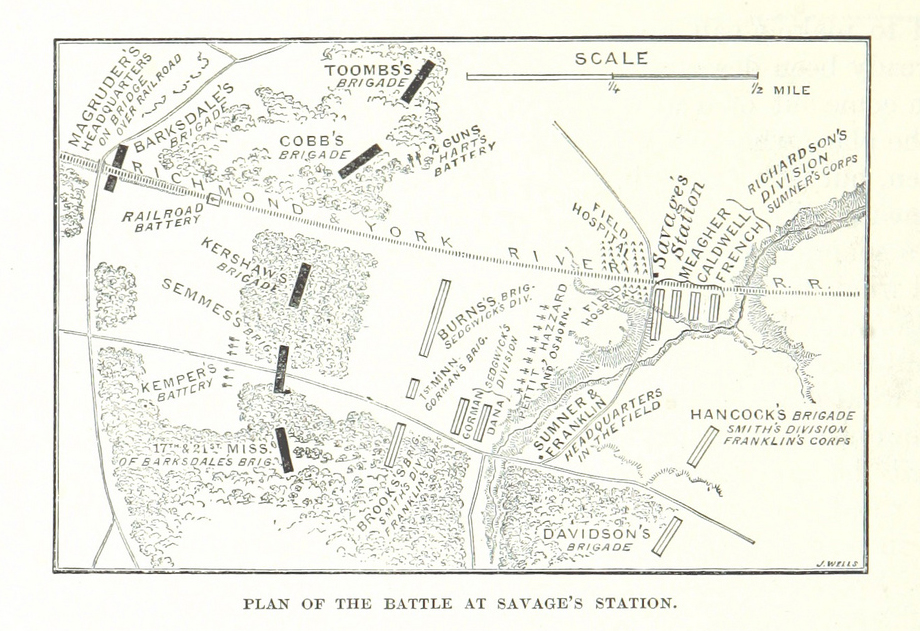
Plan de la bataille de Savage Station

Le contact initial entre les armées survient à 9 heures du matin le 29 juin 1862. Sur la ferme et les vergers de M. Allen, à environ 3,2 kilomètres (2 miles) à l'ouest de Savage's Station, deux régiments de Géorgie de la brigade du brigadier général George T. Anderson se battent contre deux régiments de Pennsylvanie du corps de Sumner pendant environ deux heures avant de rompre le combat, subissant 28 pertes alors que les pennsylvaniens perdent 119 hommes. La perte de rang le plus élevé est celle du brigadier général confédéré Richard Griffith, qui est mortellement blessé par un fragment d'obus de l'Union. Magruder, qui est présumé être sous l'influence de la morphine pour soigner une indigestion, est désorienté et se persuade qu'il pourrait être attaqué par une force supérieure. Il demande des renforts à Lee, qui ordonne à deux brigades de la division du major général Benjamin Huger de l'assister, à la condition qu'elles soient de retour à 14 heures si elles ne sont pas engagées.
Pendant ce temps, Jackson ne progresse pas autant que Lee l'avait planifié. Il perd du temps pour reconstruire les ponts sur la Chickahominy et il reçoit un ordre confus du chef d'état-major de Lee qui lui laisse penser qu'il doit rester au nord de la rivière et garder les carrefours. Ces failles du plan confédérés sont exploitées par l'Union. Heintzelman décide seul que son corps n'est pas nécessaire pour défendre Savage's Station, estimant que ceux de Sumner et de Franklin suffisent, et décide alors de suivre le reste de l'armée sans en informer ses pairs.
Magruder est obligé de rendre les deux brigades de la division de Huger à 14 heures et fait face au problème d'attaquer les 26 600 hommes de Sumner avec ses 14 000 hommes. Il hésite jusqu'à 17 heures, quand il envoie seulement deux brigades en avant. Le brigadier général Joseph B. Kershaw commande le flanc gauche, le brigadier général Paul J. Semmes le centre, et le colonel William Barksdale (de la brigade Griffith) la droite. Franklin et le brigadier général John Sedgwick sont en reconnaissance à l'ouest de Savage's Station lorsqu’ils voient l'approche de la brigade de Kershaw. Leur première hypothèse est qu'il s'agit des hommes du corps de Heintzelman, mais ils réalisent rapidement leur erreur. C'est la première indication du départ imprévu de Heintzelman et Sumner, pour une fois, est particulièrement en colère, refusant de parler à Heintzelman le lendemain. L'artillerie de l'Union ouvre le feu et des piquets sont envoyés en avant pour rencontrer l'assaut.
L'attaque de Magruder est accompagnée par la première batterie ferroviaire blindée à être employé au combat. Plus tôt en juin, le général Lee avait espéré contrer l'approche par voie ferrée de l'artillerie de siège de McClellan en utilisant sa propre arme : un canon naval Brooke de 32 livres, protégé par une casemate inclinée de chemin de fer, surnommé le « Merrimack terrestre ». Il est tracté par une locomotive se déplaçant à une vitesse moyenne de l'infanterie en marche. Néanmoins, même avec cette arme impressionnante, qui surpasse tout ce que les artilleurs fédéraux possèdent, les résultats de la décision de Magruder de n'envoyer qu'une partie de sa force plus petite contre un ennemi bien plus nombreux, sont prévisibles.
La première unité de l'Union à être engagée est une des brigades de Sedgwick, des  philadelphiens commandés par le brigadier général William W. Burns, mais sa ligne de défense se révèle inadaptée pour couvrir le front des deux brigades de Kershaw et Semmes. Sumner dirige cette partie de la bataille de manière erratique, choisissant les régiments à envoyer au combat pratiquement au hasard. Il envoie deux régiments de Burns, et puis le 1st Minnesota Infantry d'une autre brigade de la division de Sedgwick, et enfin un régiment de chacune des deux brigades du brigadier général Israel B. Richardson. Au moment où toutes ces unités atteignent le front, les deux camps sont à parité, deux brigades de chaque côté. Bien que Magruder soit prudent lors de son attaque, Sumner l'est encore plus. Sur les 26 régiments de son corps seulement 10 sont engagés à Savage's Station.
Le combat tourne en une impasse sanglante alors que l'obscurité s'installe et qu'un violent orage commence à éclater. Le « Merrimack terrestre » bombarde le front de l'Union, certains de ses obus atteignant l'hôpital de campagne installé à l'arrière. Les actions finales de l'après-midi sont réalisées par la brigade du Vermont, commandée par le colonel William T. H. Brooks, de la division du brigadier général William F. « Baldy » Smith. Tentant de tenir le flanc au sud de la route de Williamsburg, les hommes du Vermont chargent dans les bois et se retrouvent sous un feu meurtrier, subissant plus de pertes que toute autre brigade sur le champ de bataille ce jour-là. La brigade à elle seule perd 439 hommes ; le 5th Vermont regiment, commandé par le lieutenant-colonel Lewis A. Grant, perd près de la moitié de ses hommes, 209 sur 428.

## Conséquences
La bataille est une impasse au prix de 1 500 pertes sur les deux camps, en plus de 2 500 soldats de l'Union précédemment blessés qui sont abandonnés pour être capturés lorsque l'hôpital de campagne est évacué. Stonewall Jackson finit par traverser la rivière vers 2 heures 30 du matin le 30 juin 1862, mais il est trop tard pour écraser l'armée de l'Union, comme Lee l'avait espéré. La plupart de l'armée du Potomac a traversé White Oak Swamp Creek sans être inquiétée à midi le 30 juin 1862. Le général Lee réprimande Magruder dans une dépêche : 

« je regrette beaucoup que vous ayez fait aussi peu de progrès aujourd'hui lors de la poursuite de l'ennemi. Pour récolter les fruits de notre victoire cette poursuite doit être plus vigoureuse. ... Nous ne devons pas perdre plus de temps ou sinon il nous échappera complètement. »

 Néanmoins, la responsabilité de cette opportunité perdue doit être partagée entre le faible travail de l'état-major de Lee et par la performance moins agressive qu'à l'accoutumée de Jackson. La bataille des sept jours se poursuit avec les batailles plus grandes de Glendale et de White Oak Swamp le 30 juin 1862.